# Andicola huallatani
Andicola huallatani är en fjärilsart som beskrevs av Otto Staudinger. Andicola huallatani ingår i släktet Andicola och familjen nattflyn. Inga underarter finns listade i Catalogue of Life.